# Honnami Kenji
Honnami Kenji (sinh ngày 23 tháng 6 năm 1964) là một cầu thủ bóng đá người Nhật Bản.

## Đội tuyển bóng đá quốc gia Nhật Bản
Honnami Kenji thi đấu cho đội tuyển bóng đá quốc gia Nhật Bản từ năm 1994.

## Thống kê sự nghiệp
| Đội tuyển bóng đá Nhật Bản | Đội tuyển bóng đá Nhật Bản | Đội tuyển bóng đá Nhật Bản |
| Năm                        | Trận                       | Bàn                        |
| -------------------------- | -------------------------- | -------------------------- |
| 1994                       | 3                          | 0                          |
| Tổng cộng                  | 3                          | 0                          |